# Rogers Wireless
Rogers Wireless, trước đó là Rogers AT&T Wireless, là một công ty thuộc toàn phần sở hữu của Rogers Communications. Rogers mua lại Fido vào tháng 11 năm 2004, tạo nên nhà cung cấp dịch vụ viễn thông lớn nhất Canada, vượt qua Bell Mobility ở số lượng khách hàng, trước khi Bell Mobility mua Virgin Mobile Canada vào tháng 5 năm 2009. Rogers Wireless điều hành mạng GSM duy nhất ở Canada.

## Lịch sử
Rogers bắt đầu với mạng Hệ thống điện thoại di động nâng cao (AMPS), và sau này chuyển sang chuẩn IS-136 trước khi giới thiệu mạng GSM năm 2001 . Rất nhiều lần dịch vụ đã được bán lại dưới các tên Cantel, Cantel AT&T, Rogers Cantel AT&T, and Rogers AT&T Wireless. Mạng của Rogers là chuẩn GSM và đang phát triển các chuẩn UMTS, HSDPA, và dịch vụ EUL. Cả hai mạng AMPS và IS-136 đã nghỉ hưu vào ngày 31 tháng 5 năm 2007.

## Thiết bị di động
Rogers hiện tại đang nắm hợp đồng với Apple Inc. để bán và quảng bá Apple iPhone 3G và 3GS ở Canada. Không rõ được đây có phải là một hợp đồng độc quyền chưa được khẳng định trước đó bởi một bên khác, mặc dù Rogers là nhà mạng duy nhất được bán sản phẩm tại Canada cho đến bây giờ. Ngày khai trương bán các thiết bị là ngày 11 tháng 7 năm 2008. Hiện tại công ty cũng đang bán BlackBerry Bold và BlackBerry Curve 8900 độc quyền tại Canada. Vào ngày 2 tháng 6 năm 2009 khai trương bán Google Android, HTC Dream và HTC Magic.